# 포도당생성성 아미노산

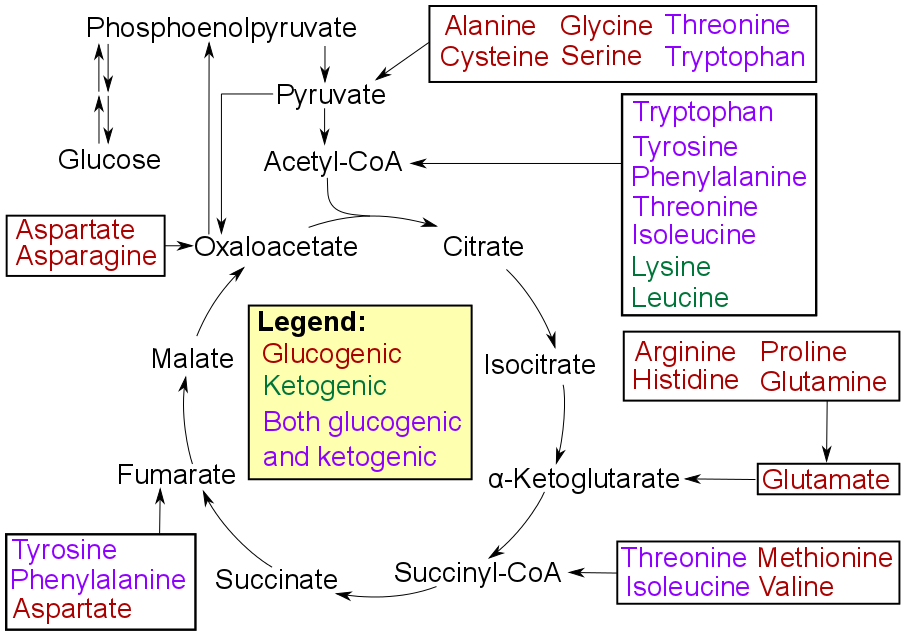
포도당생성성 아미노산과 케톤체생성성 아미노산의 분해 대사의 개요(빨간색: 포도당생성성 아미노산, 녹색: 케톤체생성성 아미노산, 보라색: 둘 다 가능)

포도당생성성 아미노산(영어: glucogenic amino acid)은 포도당신생합성을 통해 포도당으로 전환될 수 있는 아미노산이다. 글루코스생성성 아미노산, 포도당생성 아미노산이라고도 한다. 포도당생성성 아미노산은 케톤체로 전환될 수 있는 케톤체생성성 아미노산과는 대조적이다.
포도당생성성 아미노산으로부터 포도당을 생성하는 과정은 포도당생성성 아미노산이 α-케토산으로 전환된 다음 포도당으로 전환되는 과정을 포함하며, 두 과정 모두 간에서 일어난다. 이러한 메커니즘은 기아 상태에 있는 동물의 생존에 있어 특히 중요하다.

## 포도당생성성 아미노산과 케톤체생성성 아미노산
사람에서 포도당생성성 아미노산들은 다음과 같다.
- 알라닌
- 아르기닌
- 아스파라긴
- 아스파르트산
- 시스테인
- 글루탐산
- 글루타민
- 글리신
- 히스티딘
- 메티오닌
- 프롤린
- 세린
- 발린

포도당생성과 케톤체생성이 모두 가능한 아미노산들은 다음과 같다.
- 페닐알라닌
- 아이소류신
- 트레오닌
- 트립토판
- 티로신

류신과 라이신만이 포도당생성성 아미노산이 아니다. 류신과 라이신은 케톤체생성성 아미노산이다. 이러한 20가지의 단백질생성성 아미노산들은 시트르산 회로와 직,간접적으로 관련되어 있다.

## 같이 보기
- 케톤체생성성 아미노산
- 단백질생성성 아미노산
- 해당과정
- 물질대사